# Czarnowski Potok
Czarnowski Potok (Dopływ spod Czarnowa) – potok górski w południowo-zachodniej Polsce w Sudetach Zachodnich, w Rudawach Janowickich, w woj. dolnośląskim.

## Charakterystyka
Górski potok, prawy dopływ Żywicy o długości ok. 3,8 km, należący do dorzecza Bobru i zlewiska Morza Bałtyckiego.
Czarnowski Potok tworzą dwa odrębne strumienie, ze źródłami w Rudawach Janowickich na obszarze Rudawskiego Parku Krajobrazowego. Źródła potoków położone są w małej odległości, na wysokości ok. 750 m n.p.m. w niewielkiej zalesionej dolince na południowo–wschodnim zboczu Skalnika, poniżej Przełęczy pod Bobrzakiem położonej na zachód od źródeł. Potoki w górnym biegu po przepłynięciu około 100 m łączą się i opuszczają las, dalej płyną w kierunku południowo-wschodnim  przez Rudawski Park Krajobrazowy, niewielką doliną wcinającą się głęboko w południowo-wschodni masyw Rudaw Janowickich. Na wysokości ok. 680 m n.p.m. potok wśród łąk wpływa do Czarnowa, gdzie wodami zasila trzy niewielkie stawy. Opuszczając Czarnów potok płynie wśród łąk na południowy wschód, wzdłuż Starego Traktu Kamiennogórskiego, w kierunku Pisarzowic do ujścia, gdzie na poziomie ok. 540 m n.p.m. wpada do Żywicy.
Zasadniczy kierunek biegu potoku jest południowo-wschodni. Jest to potok odwadniający południowo-wschodni fragment Rudaw Janowickich. Koryto potoku kamienisto-żwirowe z małymi progami kamiennymi.
W większości swojego biegu potok jest nieuregulowany, o wartkim prądzie wody w okresach wzmożonych opadów i wiosennych roztopów.

## Dopływy
- Cztery strumienie bez nazwy odwadniające część doliny.

## Miejscowości, przez które przepływa
- Czarnów
- Pisarzowice